# مراتي حنان (مسرحية)
مراتي حنان هي مسرحية كوميدية مصرية عُرضت سنة 1984، من بطولة صلاح ذو الفقار وسهير المرشدي.

## الممثلون
- صلاح ذو الفقار
- سهير المرشدي
- زهرة العلا
- طارق الدسوقي
- أحلام الجريتلي
- سميرة صدقي
- رجاء أمين
- محمد إسماعيل